# Mărginenii de Jos
Mărginenii de Jos – wieś w Rumunii, w okręgu Prahova, w gminie Filipeștii de Târg. W 2011 roku liczyła 3187 mieszkańców.